# Canoa/kayak ai Giochi della XXXI Olimpiade - Slalom K1 femminile
La gara di slalom femminile K1 per Rio de Janeiro 2016 si è svolta alla Laguna Rodrigo de Freitas dall'8 al 11 agosto 2016.

## Regolamento della competizione
La gara inizia con delle batterie/qualificazioni. Ogni atleta effettua la discesa due volte e il migliore dei due tempi ottenuti determina la classifica e i 15 qualificati per le semifinali. Nella semifinale ogni canoista deve eseguire il percorso una volta. I primi 10 migliori punteggi danno diritto all'accesso alla finale. La finale è composta da una sola discesa per partecipante. L'atleta con il miglior punteggio è la vincitrice.

Posizione delle porte per le gare di qualificazione (8 agosto).
Posizione delle porte per la semifinale e la finale (11 agosto).

## Programma
| Data                   | Ora   | Round      |
| ---------------------- | ----- | ---------- |
| Lunedì 8 agosto 2016   | 13:10 | Batterie   |
| Giovedì 11 agosto 2016 | 13:15 | Semifinali |
| Giovedì 11 agosto 2016 | 15:00 | Finale     |

## Risultati
|    | Maialen Chourraut (Spagna)       | 155,43 | 52 | 106,00 | 4   | 106,47 | 11 | 101,83          | 0               | 3               | 98,65           | 0               | 1               |                 |                 |
|    | Luuka Jones (Nuova Zelanda)      | 100,59 | 0  | 101,96 | 2   | 100,59 | 4  | 108,05          | 2               | 7               | 101,82          | 0               | 2               |                 |                 |
|    | Jessica Fox (Australia)          | 107,88 | 2  | 99,51  | 2   | 99,51  | 2  | 104,50          | 0               | 5               | 102,49          | 2               | 3               |                 |                 |
| 4  | Jana Dukátová (Slovacchia)       | 102,25 | 2  | 155,87 | 50  | 102,25 | 6  | 106,59          | 2               | 6               | 103,86          | 2               | 4               |                 |                 |
| 5  | Corinna Kuhnle (Austria)         | 109,63 | 0  | 107,02 | 0   | 107,02 | 12 | 101,54          | 0               | 1               | 104,75          | 4               | 5               |                 |                 |
| 6  | Fiona Pennie (Gran Bretagna)     | 100,52 | 2  | DNS    | -   | 100,52 | 3  | 101,81          | 0               | 2               | 105,70          | 4               | 6               |                 |                 |
| 7  | Melanie Pfeifer (Germania)       | 115,60 | 2  | 107,30 | 2   | 107,30 | 14 | 108,58          | 0               | 10              | 106,89          | 2               | 7               |                 |                 |
| 8  | Stefanie Horn (Italia)           | 106,90 | 4  | 99,07  | 0   | 99,07  | 1  | 108,30          | 0               | 8               | 107,22          | 2               | 8               |                 |                 |
| 9  | Urša Kragelj (Slovenia)          | 106,86 | 2  | 102,79 | 0   | 102,79 | 7  | 108,37          | 2               | 9               | 108,68          | 2               | 9               |                 |                 |
| 10 | Kateřina Kudějová (Rep. Ceca)    | 102,06 | 2  | 106,10 | 6   | 102,06 | 5  | 103,78          | 0               | 4               | 108,76          | 2               | 10              |                 |                 |
|    |                                  |        |    |        |     |        |    |                 |                 |                 |                 |                 |                 |                 |                 |
| 11 | Natalia Pacierpnik (Polonia)     | 106,38 | 2  | 167,18 | 50  | 106,38 | 10 | 109,63          | 2               | 11              | non qualificata | non qualificata | non qualificata |                 |                 |
| 12 | Viktorija Us (Ucraina)           | 109,77 | 0  | 109,92 | 2   | 109,77 | 15 | 111,12          | 2               | 12              | non qualificata | non qualificata | non qualificata |                 |                 |
| 13 | Li Lu (Cina)                     | 119,63 | 6  | 107,29 | 4   | 107,29 | 13 | 111,24          | 2               | 13              | non qualificata | non qualificata | non qualificata |                 |                 |
| 14 | Ashley Nee (Stati Uniti)         | 113,15 | 4  | 105,60 | 0   | 105,60 | 9  | 116,59          | 4               | 14              | non qualificata | non qualificata | non qualificata |                 |                 |
| 15 | Marta Kharitonova (Russia)       | 111,01 | 2  | 104,72 | 0   | 104,72 | 8  | 160,39          | 52              | 15              | non qualificata | non qualificata | non qualificata |                 |                 |
|    |                                  |        |    |        |     |        |    |                 |                 |                 |                 |                 |                 |                 |                 |
| 16 | Marie-Zélia Lafont (Francia)     | 110,52 | 6  | 118,67 | 2   | 110,52 | 16 | non qualificata | non qualificata | non qualificata | non qualificata | non qualificata | non qualificata | non qualificata | non qualificata |
| 17 | Ana Sátila (Brasile)             | 110,80 | 2  | 149,12 | 50  | 110,80 | 17 | non qualificata | non qualificata | non qualificata | non qualificata | non qualificata | non qualificata | non qualificata | non qualificata |
| 18 | Ella Nicholas (Isole Cook)       | 119,69 | 2  | 316,72 | 202 | 119,69 | 18 | non qualificata | non qualificata | non qualificata | non qualificata | non qualificata | non qualificata | non qualificata | non qualificata |
| 19 | Yekaterina Smirnova (Kazakistan) | 127,64 | 2  | 119,80 | 4   | 127,64 | 19 | non qualificata | non qualificata | non qualificata | non qualificata | non qualificata | non qualificata | non qualificata | non qualificata |
| 20 | Aki Yazawa (Giappone)            | 120,17 | 4  | 128,00 | 6   | 120,17 | 20 | non qualificata | non qualificata | non qualificata | non qualificata | non qualificata | non qualificata | non qualificata | non qualificata |
| 21 | Hind Jamili (Marocco)            | 153,00 | 12 | 149,87 | 8   | 149,87 | 21 | non qualificata | non qualificata | non qualificata | non qualificata | non qualificata | non qualificata | non qualificata | non qualificata |